# گالووی (ویسکانسین)
گالووی (به انگلیسی: Galloway) یک منطقهٔ مسکونی در ایالات متحده آمریکا است که در شهرستان ماراتون، ویسکانسین واقع شده‌است. گالووی ۳۵۶٫۹۳ متر بالاتر از سطح دریا واقع شده‌است.